# Стефанія Цесельська-Борковська
Стефанія Цесельська-Борковська (нар. 23 червня 1889, Львів, Австро-Угорщина — пом. 3 липня 1966, Краків, Польська Народна Республіка) — польська романістка та іспаністка, перекладачка, професорка Ягеллонського університету.

## Життєпис
Народилася 23 червня 1889 року у Львові. Вивчала романистику у Львівському університеті у Едварда Порембовича.
З 1919 року професорка французької мови та філософії Ягеллонського університету в Кракові. Відзначилася в поширенні романських мов і літератур, присвятивши більшу частину своїх досліджень іспанській культурі.
Після здобуття докторського ступеня в 1914 році майже виключно присвятила себе педагогічній та дидактичній роботі.
У 1920 році переїхала до Кракова, де почала працювати в Ягеллонському університеті. У 1928 році видала Французько-польський енциклопедичний словник й провела новаторські дослідження іспанської містичної літератури.
У праці «Польські мандрівники до Іспанії та Португалії в XVI і XVII століттях» (ісп. Les Voyageurs de Pologne en Espagne et au Portugal au XVIe et XVIIe siècles), опублікованій в Archivum Neophilologicum у 1934 році, вона описала історію польських подорожей до Піренейський півострів.
У 1939 році опублікувала монографію під назвою «Іспанський містицизм у Польщі», яка стала основою для її абілітації в 1945 році в Ягеллонському університеті. Займалася перекладами прози Мігеля де Унамуно. Також брала участь у популяризації іспанської літератури, пишучи про Лопе де Вегу, Федеріко Гарсіа Лорку, Рамона Марію дель Валле-Інклана та Сервантеса.
Померла 3 липня 1966 року. Похована на Раковицькому цвинтарі в Кракові (ділянка XXXIV-південь-12).

## Вибрані роботи
- Енциклопедичний словник французько-польський — Краків, 1928;
- Методика французької мови Французька мова — Львів, 1930;
- Les Voyageurs de Pologne en Espagne et au Portugal au XVIe et XVIIe siècles (укр. Польські мандрівники до Іспанії та Португалії в XVI та XVII століттях) — 1934;
- Іспанська містика в Польщі — 1939;
- Підручник іспанської мови Primeros elementos del espanol — Краків 1954, 1958, 1961, 1962;
- Три зразкові новели та пролог (ісп. Tres novelas ejemplares y un prólogo Miguel de Unamuno) (переклад) — 1959.